# Lagoa do Carvão
A Lagoa do Carvão é uma lagoa portuguesa, localizada na ilha açoriana de São Miguel, arquipélago dos Açores, no município de Ponta Delgada e está relacionada com a formação vulcânica do Maciço das Sete Cidades.
Esta lagoa encontra-se alojada numa cratera vulcânica. A sua cota de altitude em relação ao nível do mar encontra-se nos 700 metros e está rodeada por florestas típica da macaronésia.